# Dasytinae
Dasytinae es una subfamilia de subfamilia de coleópteros polífagos perteneciente a la familia Melyridae. Anteriormente se la considereba una familia, Dasytidae.

## Tribus
- Chaetomalachiini Majer, 1987
- Danaceini Thomson, 1859
- Dasytini Laporte de Castelnau, 1840
- Gietellini Constantin & Menier, 1987
- Listrini Majer, 1990
- Rhadalini LeConte, 1861